# Motskaroi
Motskaroi (en rus: Моцкарой) és un poble de la república de Txetxènia, a Rússia, segons el cens del 2010 tenia 86 habitants.